# مری (کارولینای شمالی)
مری (به انگلیسی: Maury) یک محدوده ثبت‌نشده در شهرستان گرین ایالت کارولینای شمالی کشور ایالات متحده آمریکا است که جمعیت آن در سرشماری سال ۲۰۱۰ میلادی، ۱٬۶۸۵ نفر بوده‌است.